# Prozesseinheit
Die Prozesseinheit ist ein Teil der betrieblichen Ausbildung in der schweizerischen Lehre zur Kauffrau / zum Kaufmann. Pro Lehre hat der Lernende zwei Prozesseinheiten zu absolvieren. Der Durchschnitt beider Noten zählt zu 25 % für den betrieblichen Teil der Lehrabschlussprüfung.

## Realisation einer Prozesseinheit
Der Lernende erhält von seinem Lehrbetrieb einen schriftlichen Auftrag mit dem Thema, den konkreten Aufgaben und dem Lernjournal. Der Auszubildende setzt sich intensiv und selbständig mit diesem Auftrag auseinander. Bei jeder Prozesseinheit muss der Lernende einen betrieblichen Ablauf in der Form eines Ablaufdiagramms darstellen. Prozesseinheiten sind sehr komplexe und zeitaufwändige Arbeiten, die einen Zeitaufwand von 16 bis 24 Stunden beanspruchen. Nachdem der Lernende seine Dokumentation über das verlangte Thema verfasst hat, gibt er diese seinem Berufsbildner zur Beurteilung ab (die 2 Prozesseinheit wird den Experten abgegeben, aber nicht vorgetragen). Der Berufsbildner bewertet die Prozesseinheit nach den festgelegten Beurteilungskriterien und entscheidet, in welchem Mass die Prozesseinheit verstanden und beherrscht wird. Der Lernende erhält für seine schriftliche Dokumentation eine Punktzahl. Im Überbetrieblichen Kurs muss dann die Arbeit präsentiert werden, wobei die Präsentation von Experten bewertet wird. Die Zusammengerechnete Punktzahl der schriftlichen Arbeit und der Präsentation ergeben dann die Note der Prozesseinheit, welche dann zur Lehrabschlussprüfung zählt. Die Punkte verteilung wird folgendermassen durchgeführt:
Für jeden Teilbereich (Element) der PE sind max. 9 Punkte zu holen. Jedes Element ist dabei in 3 Kriterien unterteilt, bei denen jeweils 0-3 Punkte geholt werden können. Die Verteilung der Punkte sieht so aus;
3 Punkte für: gut erfüllt (im Sinne von „einwandfrei“, auf Niveau Lernender)
2 Punkte für: erfüllt
1 Punkt für: teilweise erfüllt
0 Punkte für: nicht erfüllt
Parallel zur Prozesseinheit führen die Lernenden ein Lernjournal. Sie notieren darin ihre Erfahrungen, ihre positiven wie auch negativen Erlebnisse und lassen ihre Denkschritte und Erlebnisse nochmals Revue passieren. Verbesserungsvorschläge zu ihrem eigenen Verhalten dokumentieren sie ebenfalls. Aus den gewonnenen Erkenntnissen ziehen sie die Konsequenzen für ihr zukünftiges Handeln. Das Lernjournal wird in einem Auswertungsbogen zusammengefasst. Der Auswertungsbogen ist ebenfalls Teil der PE.